# Луї Емон
Луї Емон (фр. Louis Hémon; 12 жовтня 1880, Брест, Франція — 8 липня 1913, Шапльо, Онтаріо) — французький письменник.
Відомий завдяки своєму роману «Марія Шапделен» (Maria Chapdelaine), написаному у 1912—1913 роках у Квебеку. Дія роману відбувається у квебекському селі біля озера Сен-Жан. Луї Емон, який встиг пожити поміж квебекцями, описав їхні звичаї, життя, традиції, світогляд. Йому це вдалося настільки добре, що багато хто вважає його не тільки французьким, а й квебекським письменником. Інші заперечують тим, що він жив у Канаді менш, ніж 2 роки, — з жовтня 1911 до смерті у липні 1913.
1938 року в селі Перібонка (Péribonka) біля озера Сен-Жан було відкрито музей пам'яті Луї Емона.